# Ostpreußenbrücke
Die Ostpreußenbrücke ist eine 93 Meter lange Spannbetonbrücke im Berliner Bezirk Charlottenburg-Wilmersdorf. Sie führt die Neue Kantstraße über die Ringbahn und die Stadtautobahn und verbindet damit die Ortsteile Berlin-Charlottenburg und Westend. Sie ersetzte 1960 die Vorgängerbrücke von 1915.

## Lage

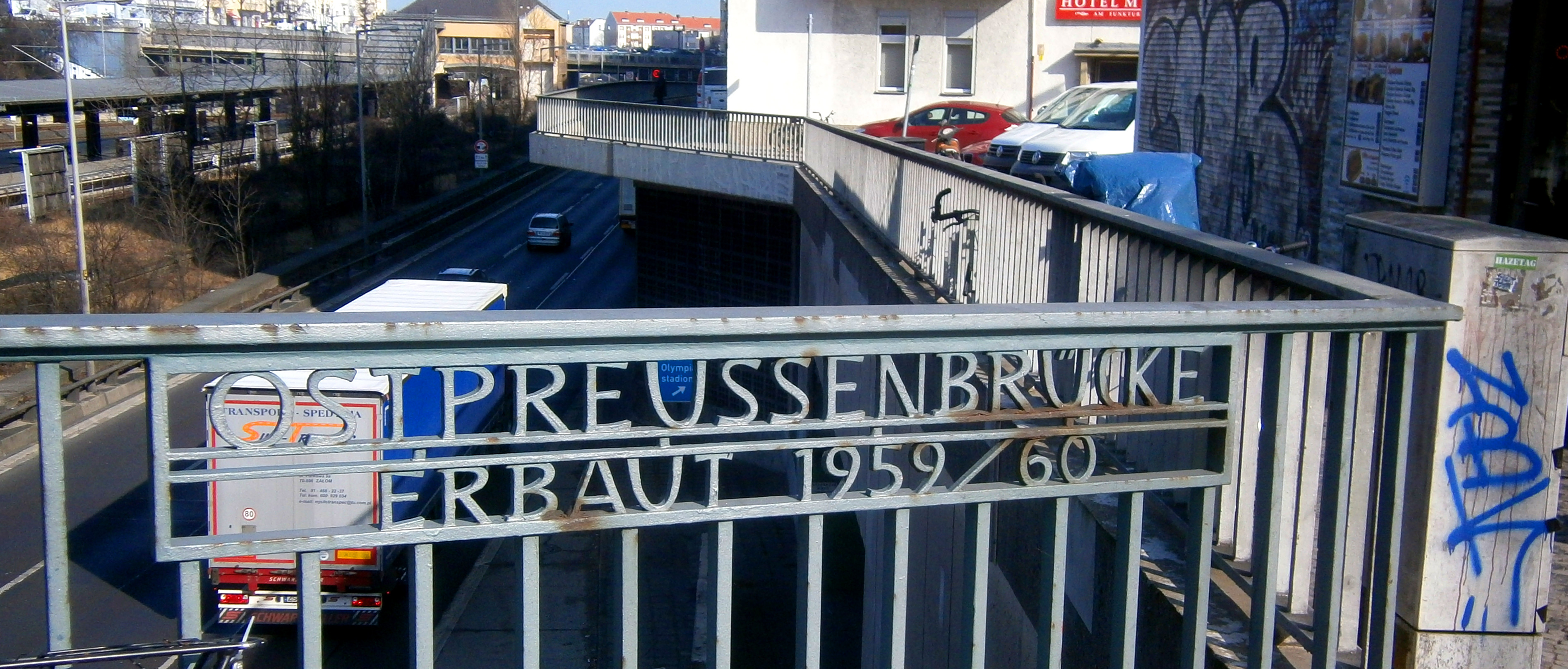
Bauwerksbezeichnung im Geländer

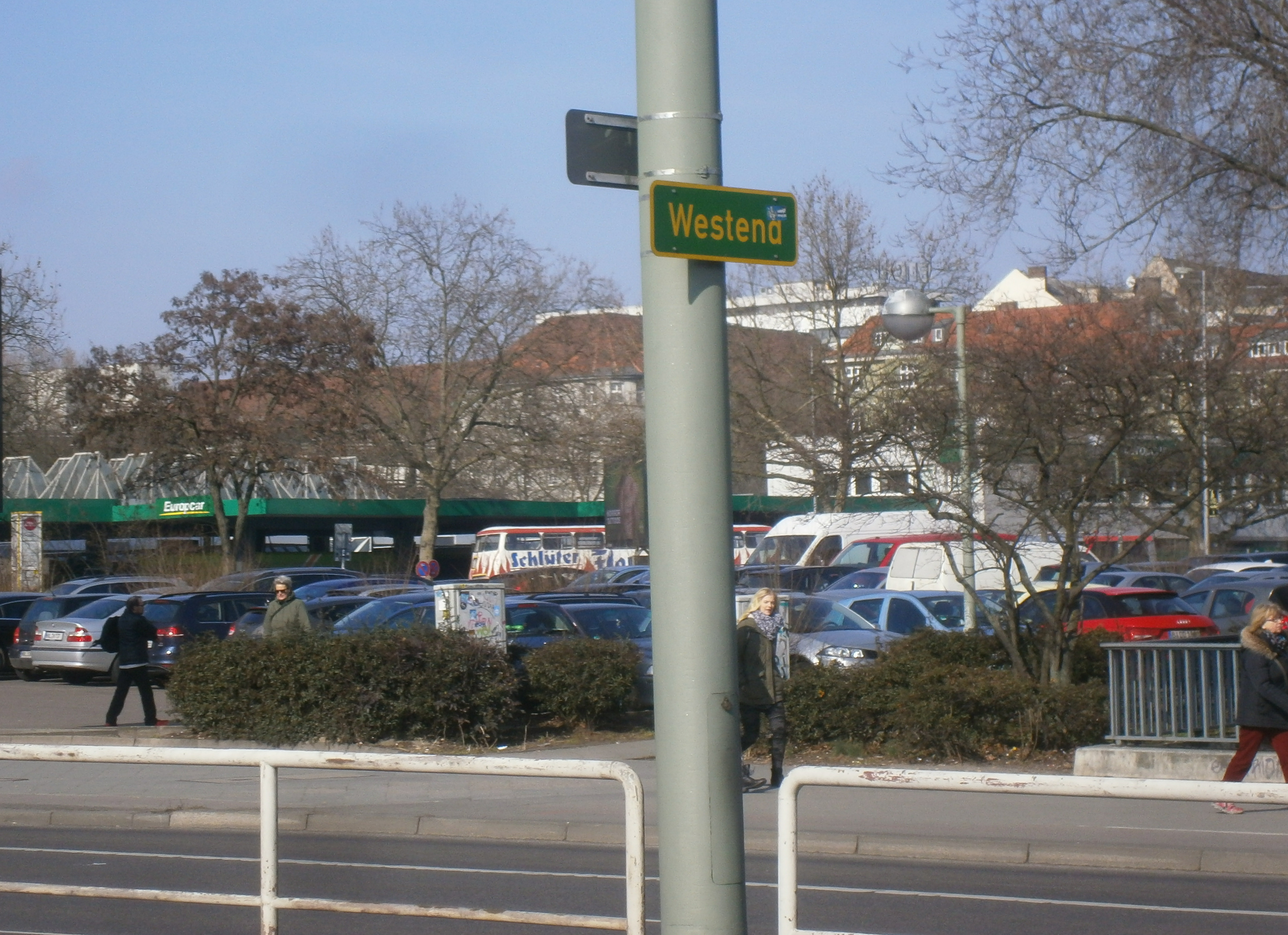
Ortsteilbeginn Westend nach links (Rückseite Charlottenburg nach rechts)

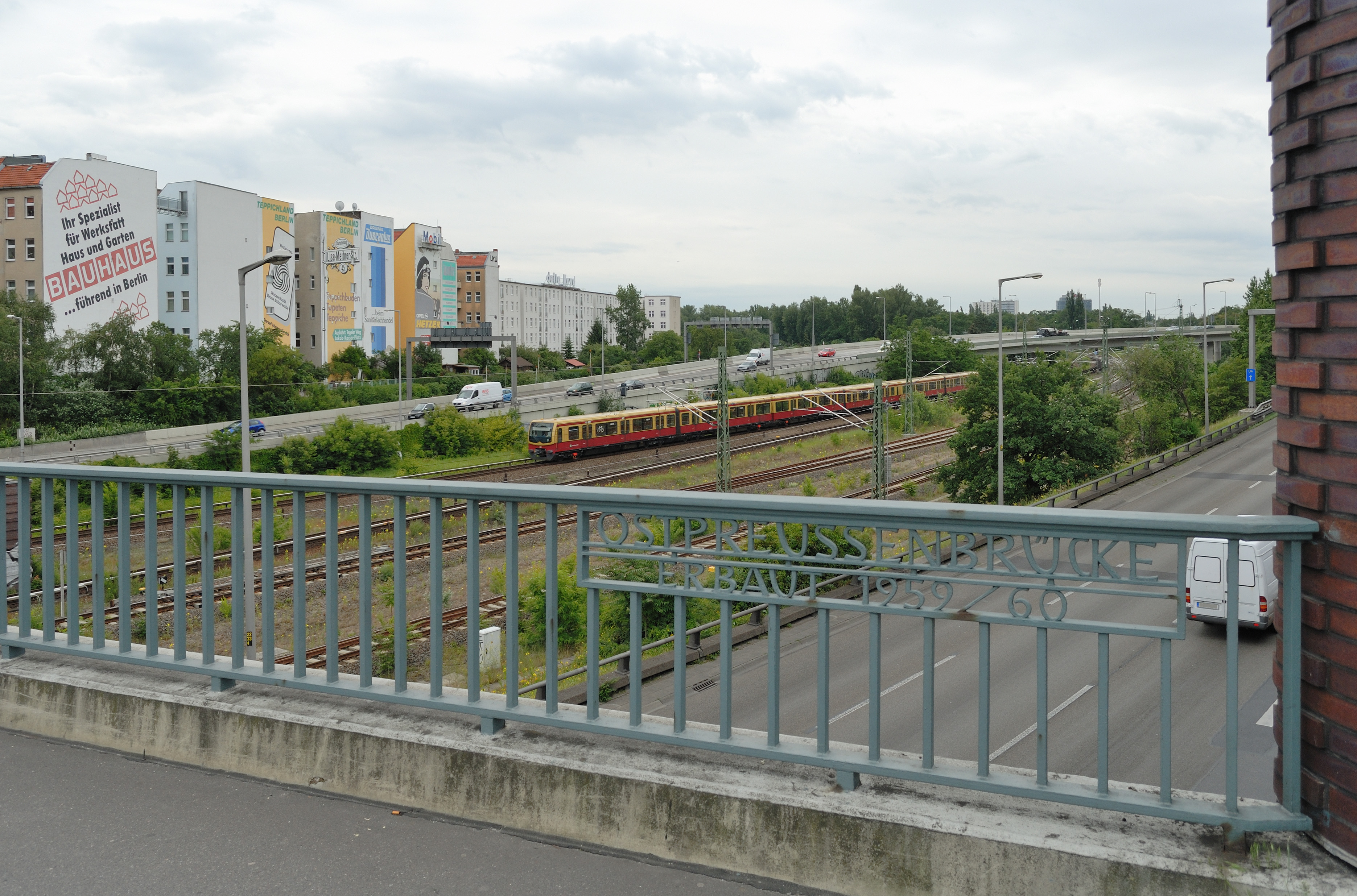
Blick in den Bahngraben mit den Fahrbahnen der A 100

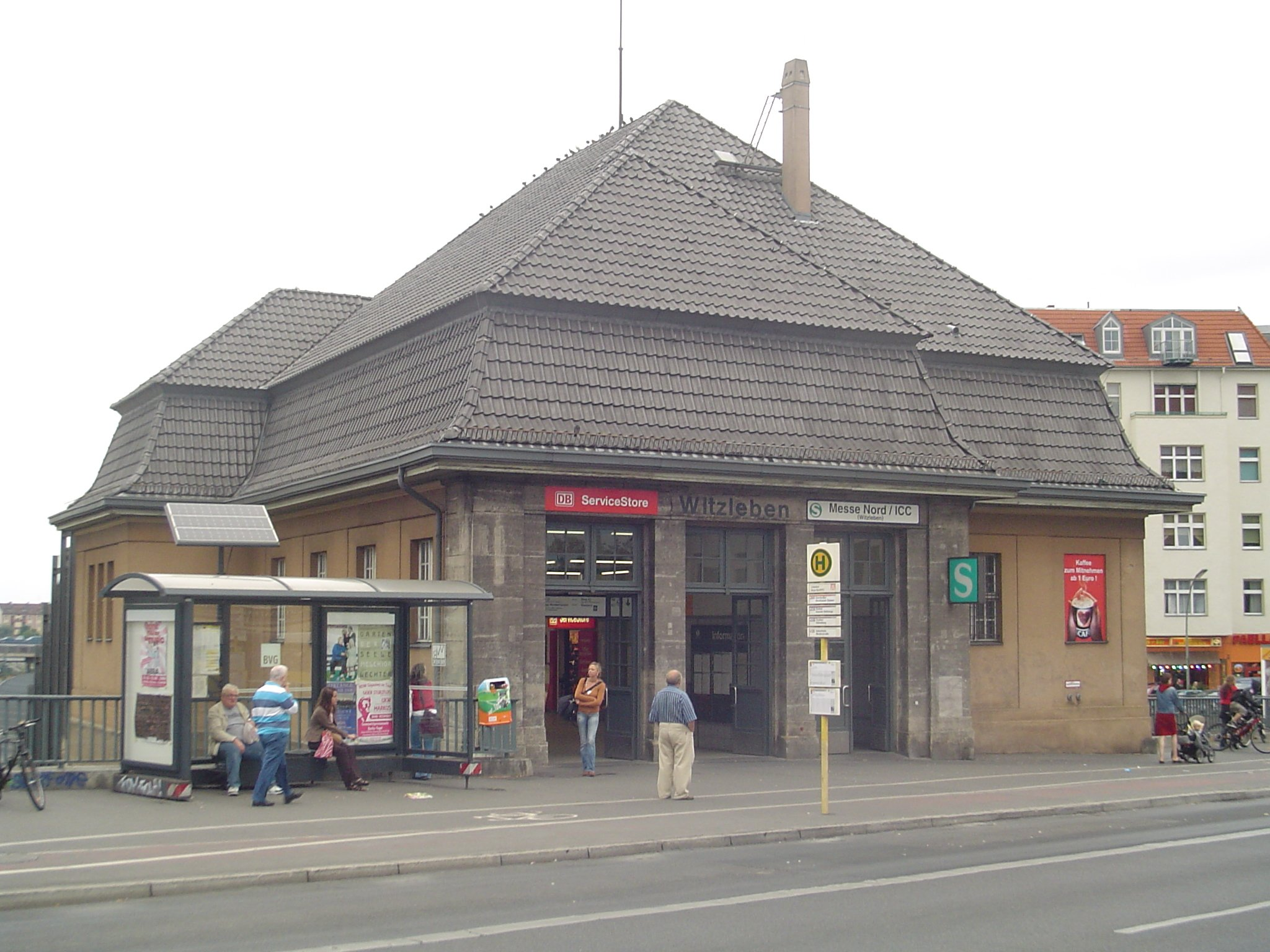
Bahnhofsausgang an der Brückennordseite

Die Neue Kantstraße wird über die Brücke geführt, am westlichen Ende befindet sich in unmittelbarer Nähe das Internationale Congress Centrum Berlin (ICC). Östlich der Brücke (45,1 m) setzt sich die Neue Kantstraße mit dem Grundstück 17 an die Kreuzung Ecke Wundt- und Dernburgstraße und mit Nummer 16, 15 (Nordseite) und 18–20 (fortlaufend) über die Herbartstraße mit der aufgeschütteten Landzunge im Lietzensee zur Lietzenseebrücke fort. Am Westende führt die Neue Kantstraße über die Kreuzung des Messedamms (49,7 m) und die Trasse in die Masurenallee hinein. Die Brücke steigt nach Westen hin um knapp drei Meter an. Unter der Brücke liegen die Richtungsfahrbahnen der Stadtautobahn an beiden Seiten des ursprünglichen Bahngeländes. In der Mitte liegen die zwei Richtungsgleise der S-Bahn am Bahnsteig und zwei Gleise für Fern-, Regional- und Güterverkehr. Eine Besonderheit der Brücke ist die Grenze der Ortsteile Charlottenburg/Westend. Diese liegt auf der Fahrbahn oberhalb zwischen der westlichen Fahrbahn der A 100 und dem Bahnkörper; so gehören 30 Meter der Brückenauflage zu Westend. Beide Ortsteile gehören verwaltungstechnisch zum selben Bezirk. Durch die Ortsteilgrenze liegt die Brücke in zwei Postleitzahlbereichen: 14057 für Charlottenburg und 14052 für Westend.
Über die Brücke fuhren 2014 täglich 33.300 Kraftfahrzeuge, davon 8.000 Lkw. Unterführt werden der S-Bahn-Verkehr (Linie S41, S42, S46) und der Bahnverkehr auf den zwei weiteren Gleisen. Auf der A 100 fahren täglich 191.500 Fahrzeuge.  Die überführte Neue Kantstraße gehört zu den übergeordneten Straßenverbindungen Berlins und die unterführte Bundesautobahn 100 zu den großräumigen Straßenverbindungen. Durch den Bahneinschnitt ist zudem die Bahnverwaltung zuständig.
Vom Busverkehr werden auf der Brücke die Expresslinien X49 (Spandau/Hahneberg–S Messe-Nord/ZOB), X34 (Kladow–Zoo), der MetroBus M49 (Spandau/Heerstraße–Zoo) und die Linie 139 (Hakenfelde–S Messe Nord) mit der S-Bahn verbunden. Mit dem Bau des Bahnhofzugangs an der Südseite wurden 2009 Busspuren angelegt und die Bushaltestellen ausgebaut. An der Nordwestecke der Brücke liegt ein Parkplatz, unter dem die Ausfahrt vom ICC (über die Ein- und Ausfahrt der ASt Kaiserdamm Süd) zum Messedamm führt.
Die Ostpreußenbrücke ist als „Stadtstraßenbrücke über die BAB“ mit einer Fläche von 3359 m² in einer „Liste für Bauwerke (Teilbauwerke) im Zuge/über/nebenliegend von Bundesfernstraßen“ in der Zuständigkeit der Senatsverwaltung für Stadtentwicklung und Umwelt, Berlin (Stand: 2015) unter der Bauwerks-Nummer 3445031 mit der (Bau-)Zustandsklasse 3.0–3.4 (mittel) aufgenommen. Im Straßenreinigungsverzeichnis A gehört die Brücke zur Reinigungsklasse 1b.

## Bauart
Die Plattenbrücke hat einen 38 Meter breiten Überbau mit vier nach Westen (11,5 Meter) und drei nach Osten führenden Fahrspuren. Beide Richtungsfahrbahnen sind durch einen 2,6 Meter breiten Mittelstreifen auf Gehwegshöhe getrennt, auf diesem steht ein Trenngitter. An beiden Seiten liegen breite Gehwege, am östlichen Brückenende – der Kreuzung Wundtstraße – befindet sich der Überweg. Die beiden äußeren Fahrspuren auf der Brücke sind als Busspur ausgebildet. Die beiden Bushaltestellen am Bahnhofsausgang wurden mit der Schaffung des südlichen S-Bahn-Zugangs im Jahr 2009 ausgestaltet. Der an der Nordseite markierte Fahrradweg ist auf dem Gehweg um die Bushalte gelegt. Die Verkehrssicherung wird an beiden Brückenseiten durch ein einfaches, etwa 1,3 Meter hohes Eisengeländer gewährleistet. In dieses Geländer ist am Nordostende die Angabe „Ostpreußenbrücke 1959/60“ integriert. Die Südwestecke der Brücke ist durch einen runden Pylon markiert. Die aus dunkelbraunen Klinkern errichtete zylindrische Säule ist oben um 45° in (der theoretischen) Richtung vom Bahnhof zum ICC abgeschrägt. An der Südseite der Brücke wurde 2009 ein (zusätzlicher) behindertengerechter Ausgang vom S-Bahnsteig geschaffen, der seit 2002 vorgesehen war und die Verbindung zum ICC erleichtern soll.
Die beiden unterführten je dreispurigen Fahrbahnen der Autobahn liegen erhöht zum Gleisniveau des Bahnplanums. Zwischen Bahnteil und Fahrbahnrand sind nach oben V-förmige Betonpfeiler vorhanden, die jeweils eine Brückenunterseite stützen. Die lichte Höhe über den Autobahnfahrbahnen ist etwas geringer als über den S-Bahngleisen. Beim Anlegen des Bahnhofs ist angegeben, das sich die Bahnsteige rund sieben bis acht Meter unter der Oberfläche der städtischen Straßen befinden.
An der Nordseite der Brücke befindet sich der Eingang zum Bahnhof Messe-Nord (bis 2009 Bahnhof Witzleben). Die Brücke hat eine Weite von 88 Metern zwischen den Wänden der Autobahnunterführung. Etwas neben den zwei Fahrbahnen auf das Bahngelände hin wird der Brückenbau von jeweils zwei V-förmigen Pfeilern unter den Betonbalken gestützt, so ergibt sich in der Mitte eine freie Stützweite von 53 Metern über den vier Bahngleisen.

## Geschichte

### Königswegbrücke
Mit dem Bau der 1877 geschlossenen Bahnstrecke wurden in der Stadtgemeinde Charlottenburg Bahnübergänge angelegt. Dabei entstand auch die Überbrückung für den Königsweg zwischen Charlottenburg und dem Grunewald als Königswegbrücke. Auf der Karte von 1906 ist die Straßenbrücke für den Spandauer Berg (→ Spandauer-Damm-Brücke) aufgenommen und bis Westkreuz nach Süden drei weitere Brückenstege: in Verlängerung der Knobelsdorffstraße, der Bismarckstraße und für den Königsweg. Zur Überquerung der hier eingeschnittenen Ringbahn war eine hölzerne Überführung des Königsweges erbaut worden. Diese Überführung besaß (bereits vor der Neuen Kantstraße) Bedeutung als Verbindung zwischen der Kaserne des „Gardes du Corps“ und zu dessen „Exercier Platz“.
Der Weiterausbau der Villenkolonie Westend nach Südwest (1899 noch Forst) wurde nicht umgesetzt, das verbliebene Gelände Charlottenburgs blieb Baureservefläche für die Großstadt. Der Bahnhof Witzleben wurde 1916 an der Ostseite des Ringbahngrabens in Höhe dieser Überbrückung aus den 1880er Jahren eröffnet. Der Bau einer Straßenbrücke mit Zuführung über die Ringbahn wurde notwendig, um die Neue Kantstraße als südliche Anbindung nach Westend zu verbessern. 1913 ist der Königsweg im Stadtbezirk Schloßviertel und Lietzensee bebaut, jenseits der Ringbahn zur Charlottenburger Weichbildgrenze gehört er (unnummeriert) zu Westend. Auf der Karte von 1913 ist die Überführung der Ringbahnstrecke im Verlauf des Königswegs von der Neuen Kantstraße zur Rognitz-/Königin-Elisabeth-Straße noch als schmaler Brückensteg eingezeichnet, im Folgejahr ist der „projektierte“ Bahnhof Witzleben mit einer in Straßenbreite von der Neuen Kantstraße nach Westend führenden Brücke aufgenommen. 1914 und 1915 führt die Verlängerung der Neuen Kantstraße über das Brückenbauwerk, 1916 fehlt der Zusatz „projektiert“ für den fertiggestellten Ring- und Stadtbahnhof Witzleben.

### Neue Kantstraßenbrücke
Gemeinsam mit dem Bau des Bahnhofs Witzleben wurde die alte Brücke des Königswegs durch eine neue, leistungsfähigere Brücke ersetzt. Die Brücke wurde benötigt, um den Straßenzug Kantstraße/Neue Kantstraße über die heutige Masurenallee zum Reichskanzlerplatz (heute: Theodor-Heuss-Platz) fortzusetzen. Der südliche Hauptausgang des Bahnhofs mündete mit einem Empfangsgebäude in die Brücke. Zu Zeiten der Bahnhofseröffnung 1916 wurde die Brücke als Neue Kantstraßenbrücke bezeichnet. Diese neu erbaute Stahlbrücke war auf Hartungschen Säulen aufgelegt.
Der Bau der Brücke wurde im November 1913 begonnen. Im Juni 1914 waren die Stützmauern soweit fertig, dass die Gleisverlegung im verbreiterten Bahneinschnitt begann. In die Zeit des Brücken- und Bahnhofsbaus fiel die Generalmobilmachung wegen des Beginns des Ersten Weltkriegs, sodass es zu Planverzögerungen kam. Die Bauausführung der Gleisverlegung und der Bahnsteiganlagen mit deren Zubehör erfolgte durch das Königliche Eisenbahnbetriebsamt 2 Berlin. Die Oberleitung nach den Unterlagen der Königlichen Eisenbahndirektion in Berlin hatte der Charlottenburger Baustadtrat Bredtschneider von der Tiefbauverwaltung der Stadt Charlottenburg. Weitere Arbeiten wurden durch das städtische Tiefbauamt IV (Stadt Charlottenburg) unter Aufsicht des Eisenbahnamtes ausgeführt. Der Bauamtsvorsteher Zangemeister wurde während der Arbeiten von der Mobilmachung zum Heeresdienst einberufen und vom Vorsteher des Tiefbauamtes 1, Stadtbaumeister Neumann, vertreten.
Der Königsweg endet nach Adressbuch von 1914 an Ringbahn, Neue Kant- und Dernburgstraße und an der anderen Ringbahnseite endet die Rognitzstraße südlich am Königsweg. Die Neue Kantstraße endet laut Adressbuch 1913 und 1915 im Westen an Königsweg und Ringbahn. Im Adressbuch 1916 sind Rognitzstraße, Königsweg, Königin-Elisabeth- und Neue Kantstraße anliegend am Bahnhof Witzleben aufgenommen. Im Adressbuch 1919 ist die Neue Kant- und die Königin-Elisabeth-Straße (→ Messedamm) bis Königsweg und Bahnhof Witzleben, der Königsweg bis Bahnhof Witzleben, Neue Kant-, Dernburgstraße und die Rognitzstraße im Süden bis Königsweg und Bahnhof Witzleben notiert. Die Angaben zur Ostpreußenallee sind erstmals im 1919er Adressbuch aufgenommen: „ab Rognitzstraße“ und „unbebaut“.
Auf Veranlassung der Stadtgemeinde Charlottenburg wurde für den Kaiserdamm ein Haltepunkt an der Ring- und Stadtbahn beauftragt, dessen Südende an die Neue Kantstraße reichte. Ziel war die Erschließung von Westend zu verbessern. Der vormalige Exercierplatz war gegen 500.000 Mark an die Stadt gegeben worden. Der Bau der Brücke und des Bahnhofs ist im Jahr 1913 begonnen und am 1. April 1916 mit der Verkehrsübergabe beendet worden. Die Brücke trug (zunächst) die Bezeichnung „Neue Kantstraßenbrücke“, da die Nutzung in der Verlängerung der Neuen Kantstraße bestand.
Das projektierte Straßennetz in Westend wurde über die Bahnlinie mittels einer 27 Meter breite Brücke zum Platz D in westlicher und weiter in nordwestlicher Richtung zum Reichskanzlerplatz trassiert. Diese Straßentrasse sollte in 34 Meter Breite angelegt werden und mehrere Straßenbahnlinien aufnehmen. Diese Funktion galt als Ausfallstraße im Süden des Bahnhofs. Im Zuge der Königin-Elisabeth-Straße war die Zufahrt zur nördlichen Schleife der in den Jahren 1914 und 1915 hergestellten Automobilübungs- und Verkehrsstraße (AVUS) zu erreichen. Zudem wurde eine Automobilhalle am Kaiserdamm (zwischen Rognitz- und Königin-Elisabeth-Straße erbaut. Diese Einrichtungen sollten auch für weitere Events zugänglich sein und der Bahnhof wurde wie auch die Brücke mit den Anschlüssen auf Stoßbetrieb ausgelegt. Die Brücke überführte die Neue Kantstraße über die achtgleisige Ringbahn. Zur Unterscheidung der beiden Bahnhofszugänge erhielt der an der Neuen Kantstraßenbrücke die Bezeichnung „Empfangsgebäude“, der nördliche am Dresselsteg wurde als „Fahrkartengebäude“ benannt. Die Bahnsteige erforderten eine Verbreiterung des Bahneinschnitts. An der Westseite entlang der Rognitzstraße wurde die Böschung für ein neues Gleis abgetragen, um die vorhandenen Gleise bei vollem Bahnbetrieb jeweils an das westlicher liegende anzuschließen. Dabei wurden bei dieser Maßnahme die Brückenpfeiler und die Gebäudemauern abschnittsweise errichtet. Im gleichen Zeitraum kamen die östlichen Widerlager und die Stütz- und Flügelmauern der Neuen Kantstraßenbrücke hinzu. Die Stützmauern und Widerlager der Neuen Kantstraßenbrücke wurden in Stampfbeton ausgeführt, da Eisenbeton als zu teuer angesehen war. Auf Grund des großen Gleisabstandes in der Höhe konnten die Hauptträger der Straßenbrücke und am Dresselsteg unter der Fahrbahn angebracht werden. Ausgeführt als Blechträger mit Gelenken. „Die Brücke im Zuge der Neuen Kantstraße schneidet die Bahnachse unter einem Winkel von 74°. Sie hat eine Steigung 1:50. Der Fahrdamm hat eine Breite von 15 Metern, hinzu kommen beiderseitige Bürgersteige von je neun Metern. Zwei Straßenbahngleise sind vorgesehen. Die Fahrbahn wird aus Buckelblechen gebildet, die mit Beton ausgefüllt sind.“ Darauf kam die Fahrbahnplatte mit Entwässerungselementen.
Der in Westend verlaufende weitere Abschnitt der Straßentrasse westlich der Ringbahn wurde nach dem dortigen Prinzip nach Gebieten und Ländern des Deutschen Reichs in Ostpreußenallee benannt. Mit diesem Straßennamen wurde die Brücke als Ostpreußenbrücke bezeichnet. Die Ostpreußenallee führte von der Bahnbrücke über die Ringbahn am Bahnhof Witzleben von der Rognitzstraße über die Königin-Elisabeth-Straße zum geplanten Scholzplatz. Mit dem Bau der Ausstellungshallen am Funkturm änderte sich das Konzept. Ostpreußenallee und Ostpreußenbrücke sind in der Liste der Charlottenburger Straßen und Plätze erstmals 1919 aufgeführt. Im Adressteil ist die Ostpreußenallee als unbebaut eingetragen. Die (alte) Ostpreußenbrücke hat ihr westliches Widerlager an der Stützmauer der Rognitzstraße mit der „I. Automobilhalle am Kaiserdamm“. Die Widerlagermauern der Brücke wurden gleichzeitig mit den unterteilten Stützmauern und den Flügelmauern der Brücke errichtet. Im Osten sind die Widerlager der Brücke an einer Böschung, die für die nötige Breite der Bahnsteige im Einschnitt begradigt wurde. Die Stahlbrücke wird durch vier Reihen mit Hartungschen Säulen getragen. Mit einer Länge von 64 Metern und einer Breite von 22 Metern verband sie die 50,0 Meter breite Ostpreußenallee mit der 34,0 Meter breiten Neuen Kantstraße.
Mit den Planungen für die Messehallen ab den 1920er Jahren durch Groß-Berlin auf dem Gelände an der Königin-Elisabeth-Straße und der Ostpreußen-Allee wurde die Planung für den Bereich westlich der Brücke verbunden. Zunächst standen die beiden „Großen Ausstellungshallen am Kaiserdamm“ an der Rognitzstraße und die 1921 hatte die AVUS fördernd auf die Brückennutzung gewirkt. Mit der Erweiterung des Messegeländes um den Funkturm anlässlich der Bauausstellung 1931 wurde die Straßensituation angepasst und das neue Nutzungskonzept umgesetzt. Im Adressbuch von 1927 ist auf der Karten-Beilage die Ostpreußenbrücke namentlich mit der Ostpreußenallee genannt, jedoch im Straßenteil ist nur die Ostpreußenallee aufgeführt. Im Adressbuch 1925 ist die Ostpreußenallee von der Rognitzstraße Richtung Königin-Elisabeth-Straße und Jafféstraße eingetragen und im Adressbuch 1928 ist nach Osten die Neue Kantstraße als Anschluss aufgenommen.
Die Ostpreußenbrücke wurde im Zweiten Weltkrieg beschädigt. Auf einer Karte der Gebäudeschäden 1945 sind in der Umgebung der Brücke Gebäudeschaden aber keine Zerstörung der Brücke vermerkt. Auf der Karte von 1947 sind keine kriegsbedingten Schäden markiert, der Straßenbahnverkehr wieder aufgenommen.

### Straßenbahnverkehr
Mit dem Brückenbau war 1913 von Beginn an die Nutzung für die Straßenbahn projektiert worden. Über die Brücke sollte nach vorbereitenden Planungen von 1919 eine Straßenbahnlinie aus der Neuen Kantstraße durch die Ostpreußenallee über den Scholzplatz zur Masurenallee nach Westend geführt werden. Die Straßenbahnführung endet auf der Karte von 1921 noch am Bahnhof Witzleben.
Der Straßenbahnverkehr über die Ostpreußenbrücke wurde am 8. Februar 1924 eröffnet. Die Strecke erhielt kurz vor dem Reichskanzlerplatz zunächst eine neue Endstelle. Es war der erste Streckenneubau der Straßenbahn nach dem Ersten Weltkrieg. Zuerst überquerte nur die zuvor am Bahnhof Witzleben endende Linie 93 die Brücke, drei Wochen später wurde auch die Linie 72 vom Amtsgericht Charlottenburg über die Brücke zum Reichskanzlerplatz verlängert.
1928 kam zur Linie 93 zum Reichskanzlerplatz noch Linie 53 (von Friedrichsfelde/Zentralfriedhof) hinzu.
In der Nachkriegszeit wurde die Straßenbahn wieder in Betrieb genommen, soweit Wagenpark und Gleiszuständ dies zuließen. Ab 12. September 1946 wurde die Linie 75 auf Masurenallee – Bahnhof Witzleben – Neue Kantstraße geführt. Während der Berlin-Blockade endete der Verkehr von Spandau an der Masurenallee. Die Linie 53 wurde in den Spandauer Damm verlegt. Die Linie 72 verblieb seit der Inbetriebnahme 1945 im Ostteil. Die Linie 93 entfiel am 9. Juli 1948 mit Beginn der Berlin-Blockade wegen der Notwendigkeit von Stromeinsparung und wurde auf den Ostteil verkürzt.
In den 1950er und 1960er Jahren wurde die Ostpreußenbrücke mit Anschluss des S-Bahnhofs Witzleben von der Linie 75 auf dem Wege vom Zoologischen Garten über Westend nach Spandau und Hakenfelde befahren. Die Linie 75 befuhr ihre Trasse bis zur Ersetzung durch den Busverkehr. Am 2. Mai 1959 wurde von der BVG-West die Linie 76 von Spandau über die Ostpreußenbrücke / Bahnhof Witzleben bis Zoo wieder aufgenommen, die bereits bis zum 1. Juli 1954 bestand. Die Linien 75 und 76 wurden am 24. Januar 1966 von der BVG-West eingestellt und durch Busse ersetzt. Ursprünglich war die Umstellung am 1. Oktober 1965 geplant, wurde aber durch Verzögerungen bei der Einrichtung des ersetzenden Busverkehrs verschoben.

### Brückenneubau von 1960
Mit dem Bau des Autobahnstadtrings 1959/1960 war ein Brückenneubau notwendig geworden. Die Autobahn wurde in zwei getrennten Richtungsfahrbahnen am Rand der verbliebenen Gleisanlagen unter der Brücke hindurchgeführt. Das schon länger stillgelegte Stadtbahngleis wurde für die östliche Fahrbahn mit genutzt. Am Westen der Brücke wurde die Rognitzstraße für die Anschlussstelle Kaiserdamm Süd abgetragen. Der Vorplatz vom Bahnhof Witzleben (seit 2002 → Messe Nord/ICC) wurde verkleinert und der Bahnhof erhielt seinen Ausgang wiederum auf die Brücke. Die neue Brücke wurde auf die Breite der überführten Neuen Kantstraße verbreitert. Der Spiegelweg wurde entlang der östlichen Stadtringfahrbahn auf fünf Meter Breite verengt und hängt über die Fahrbahn, um weiterhin den Zugang zu den Wohnhäusern und deren Stadtfestigkeit zu ermöglichen.

Brückenbilder
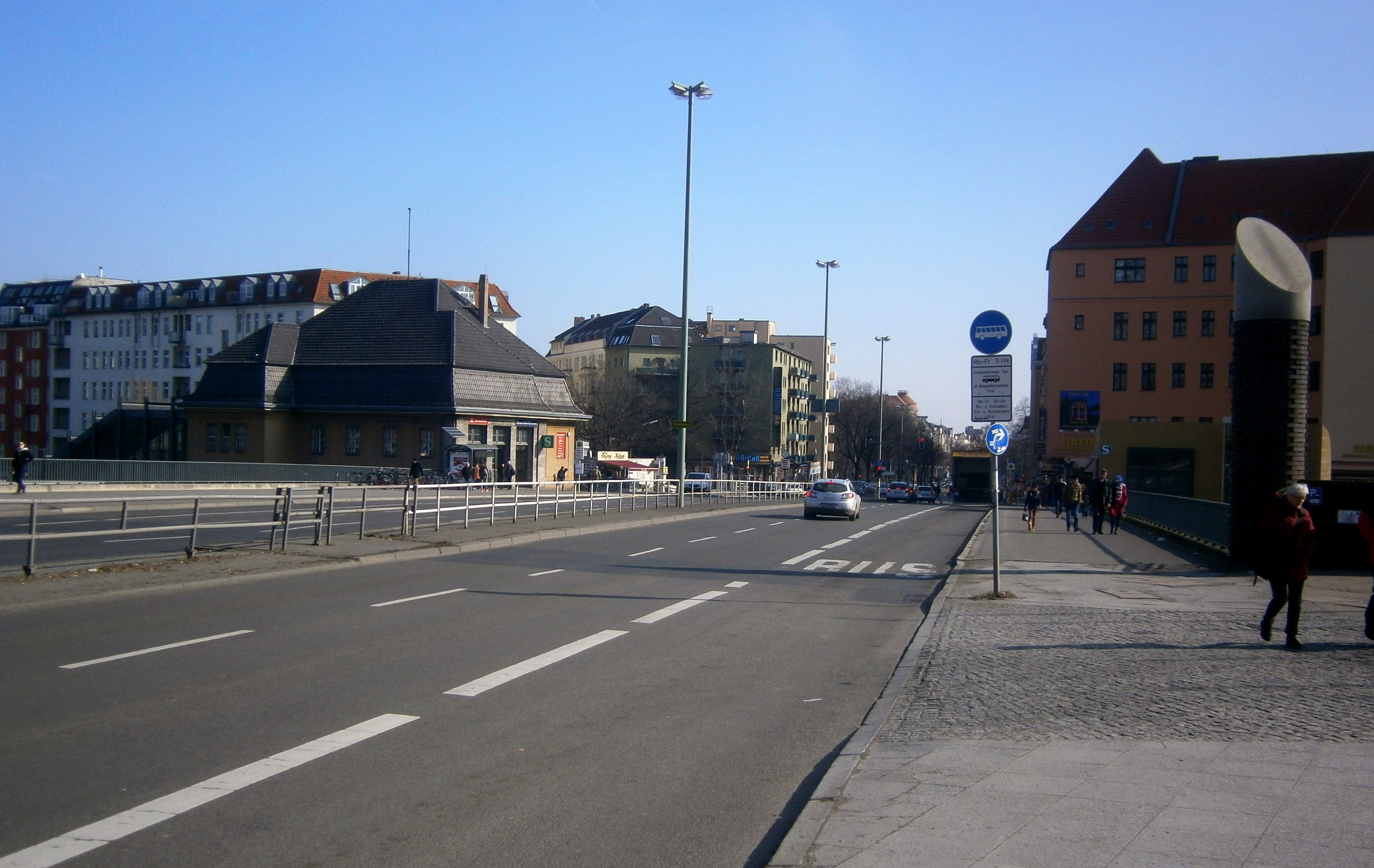
Blick von Westend Süden nach Osten
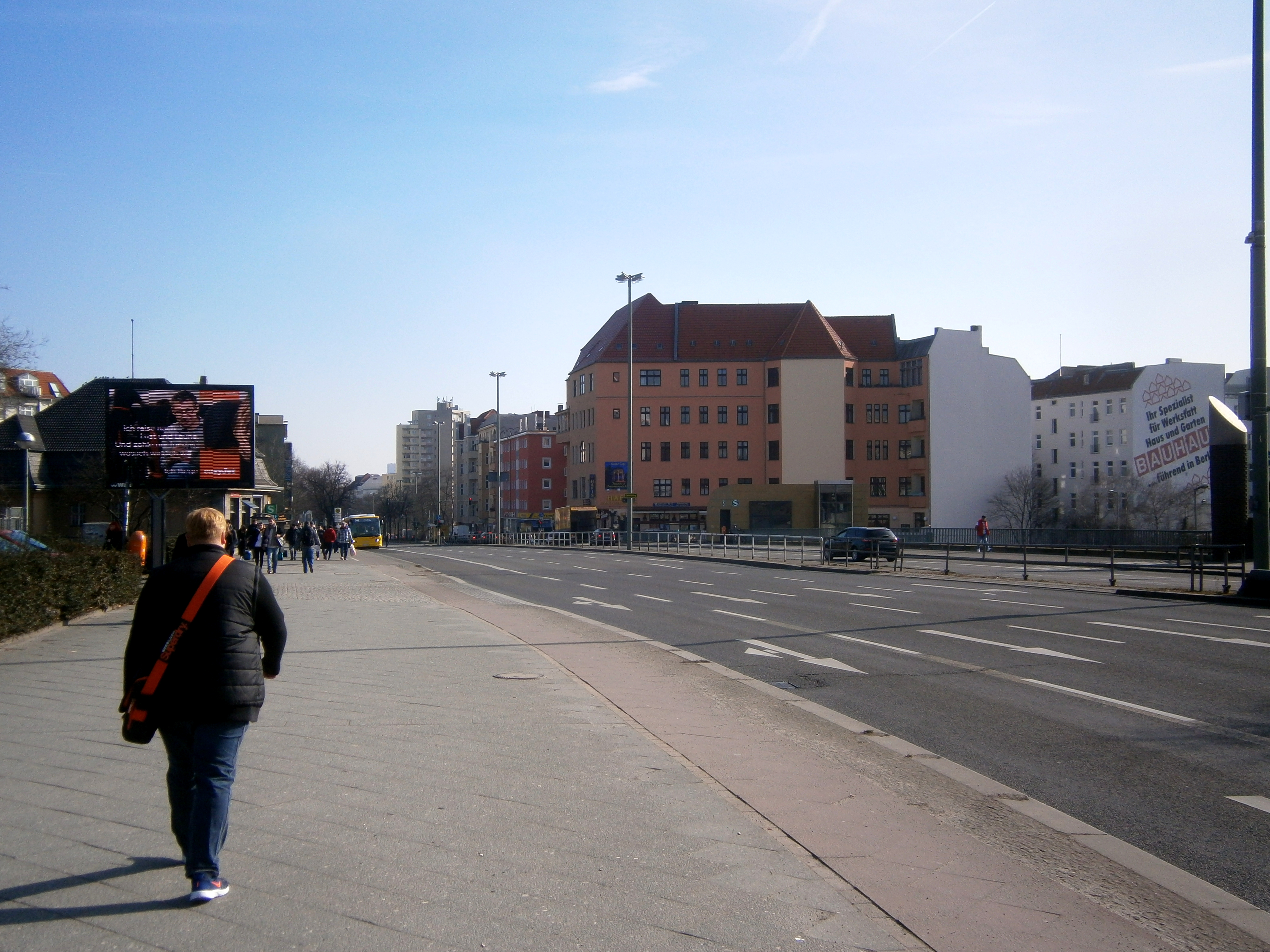
Blick von Westend Norden nach Osten
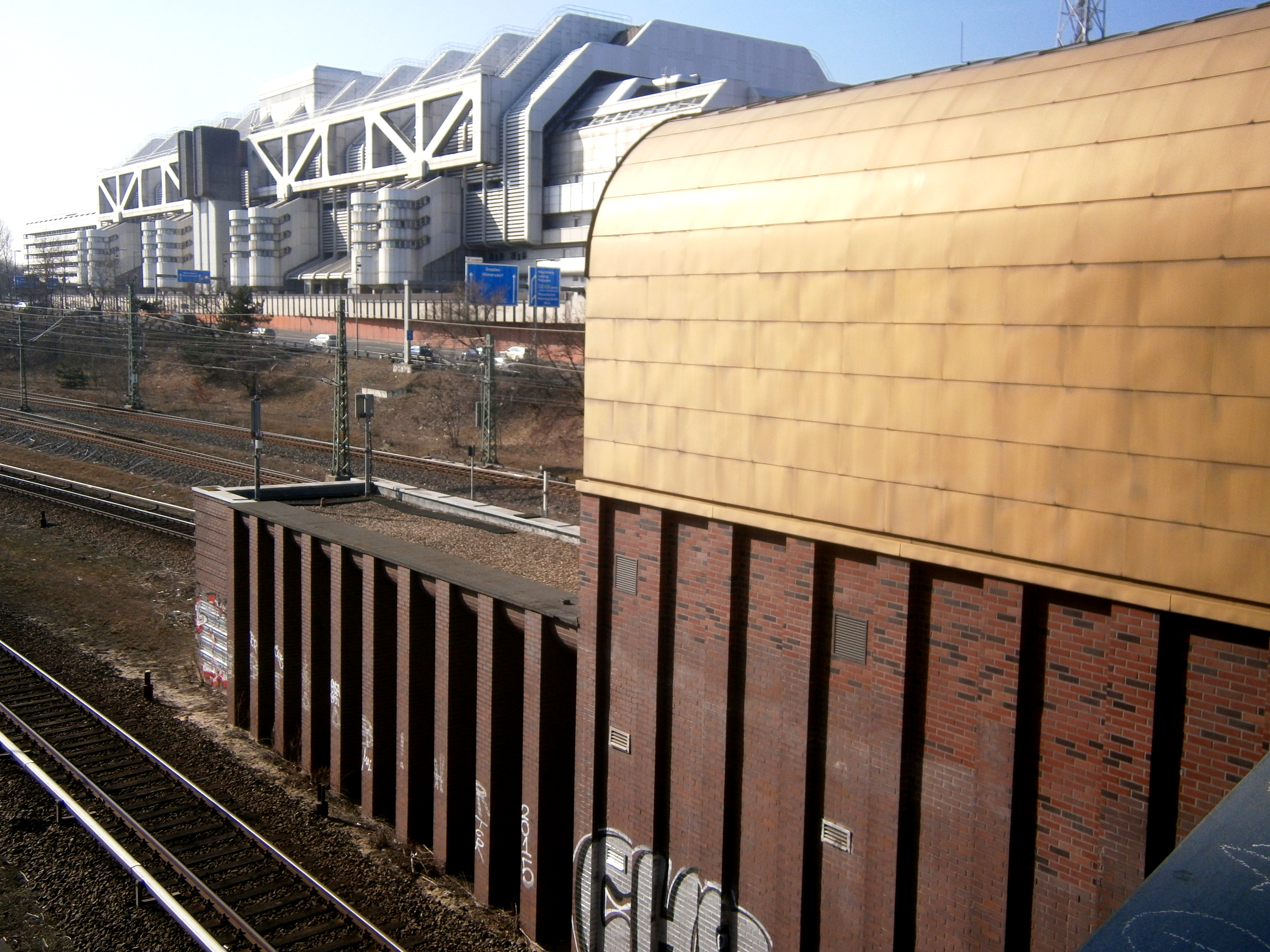
Von der Brücke zum ICC
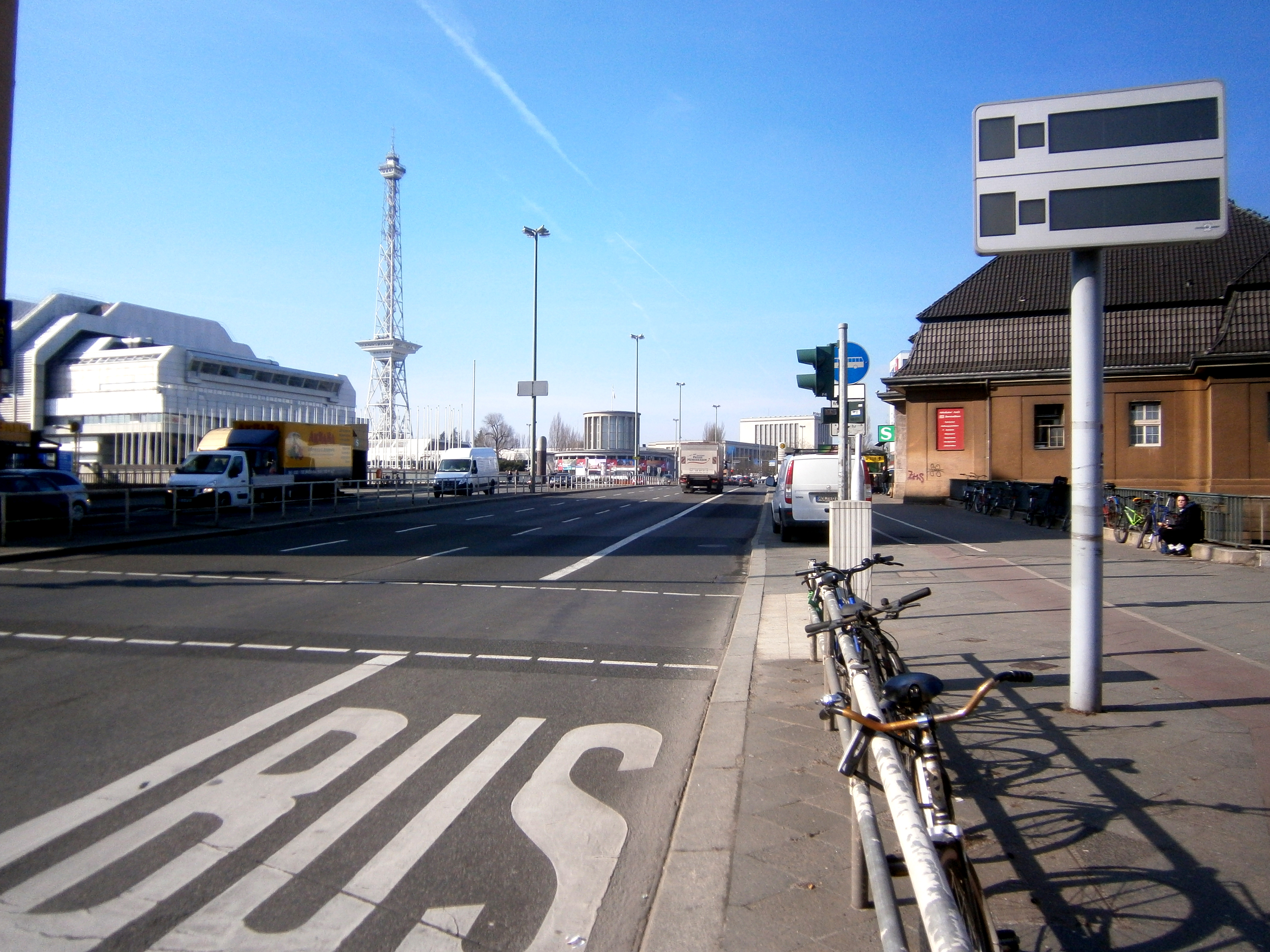
Von Charlottenburg zum Funkturm (Nordseite)
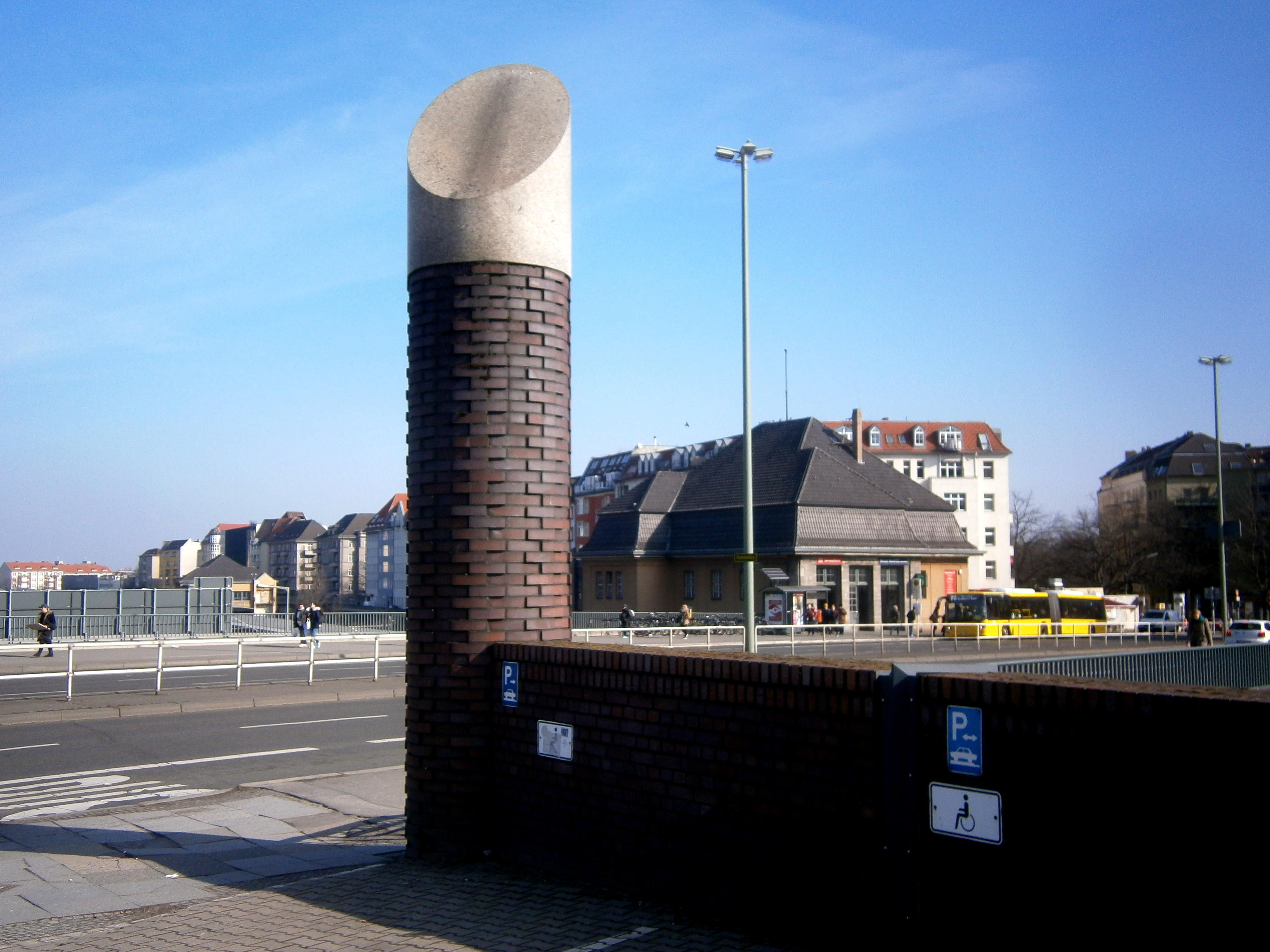
Pylon an der SW-Brückenecke
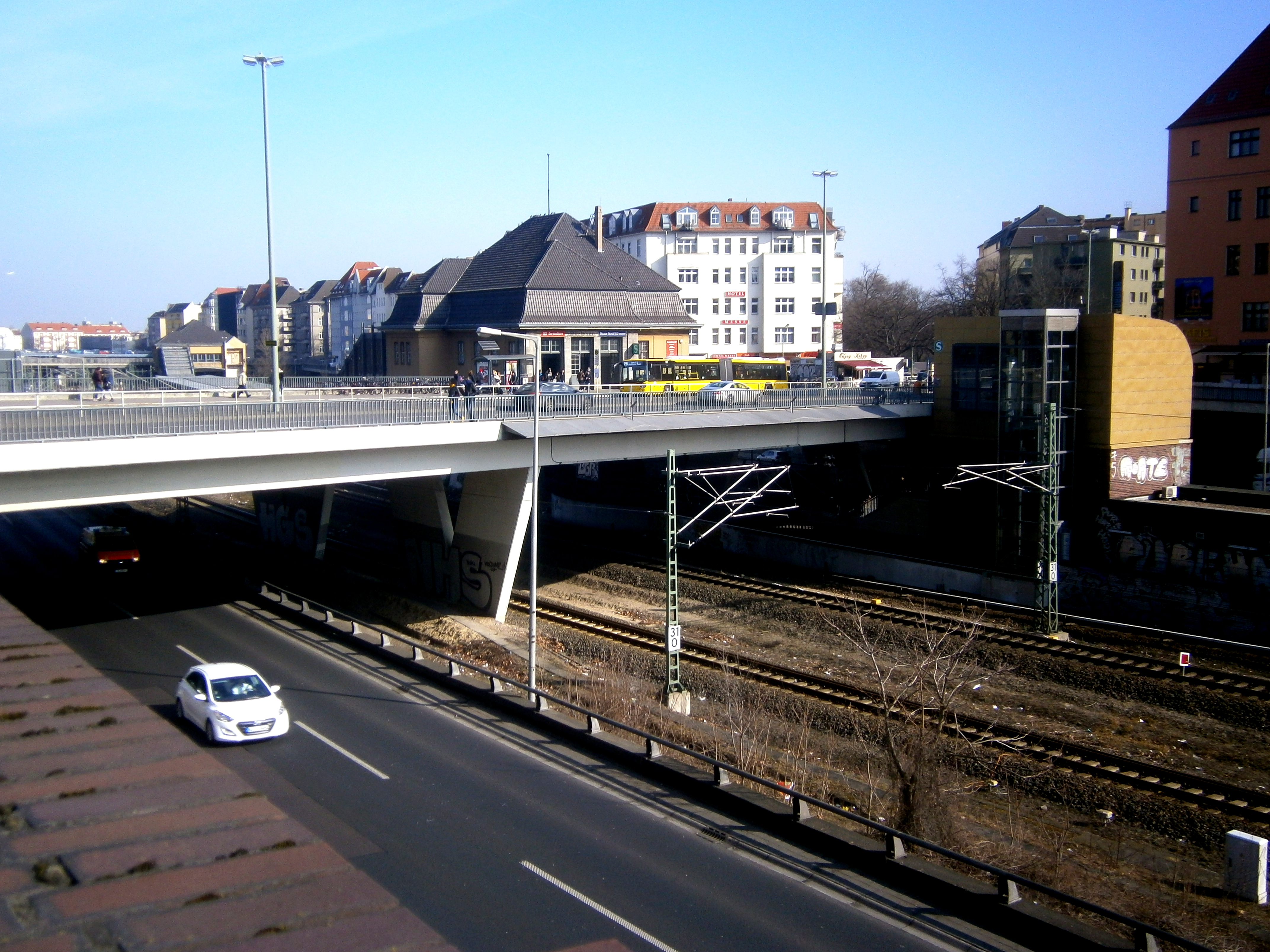
Vom Südwestrand des Grabens Richtung Wundtstraße
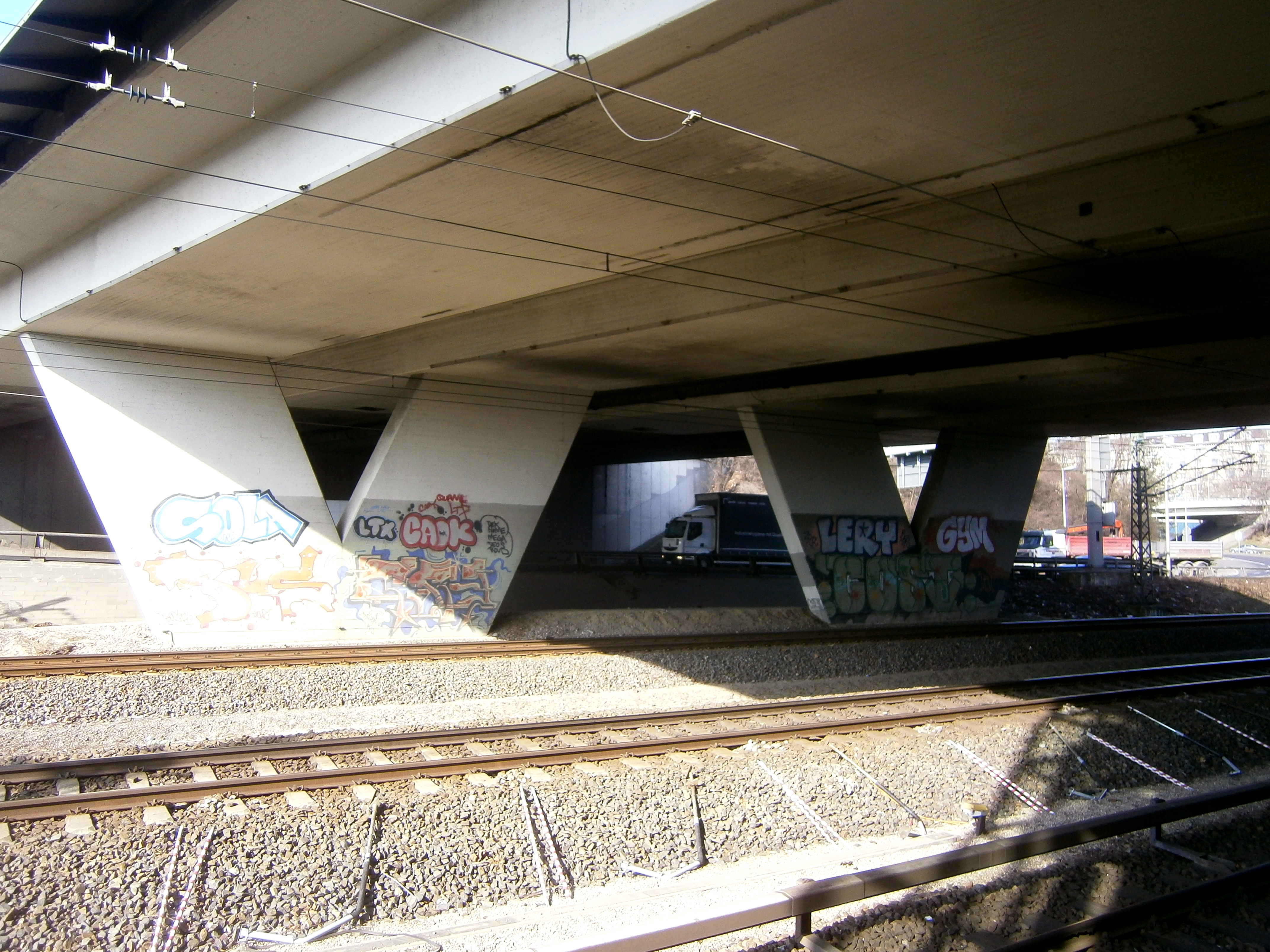
Stützpfeiler Westseite über Bahn hinweg
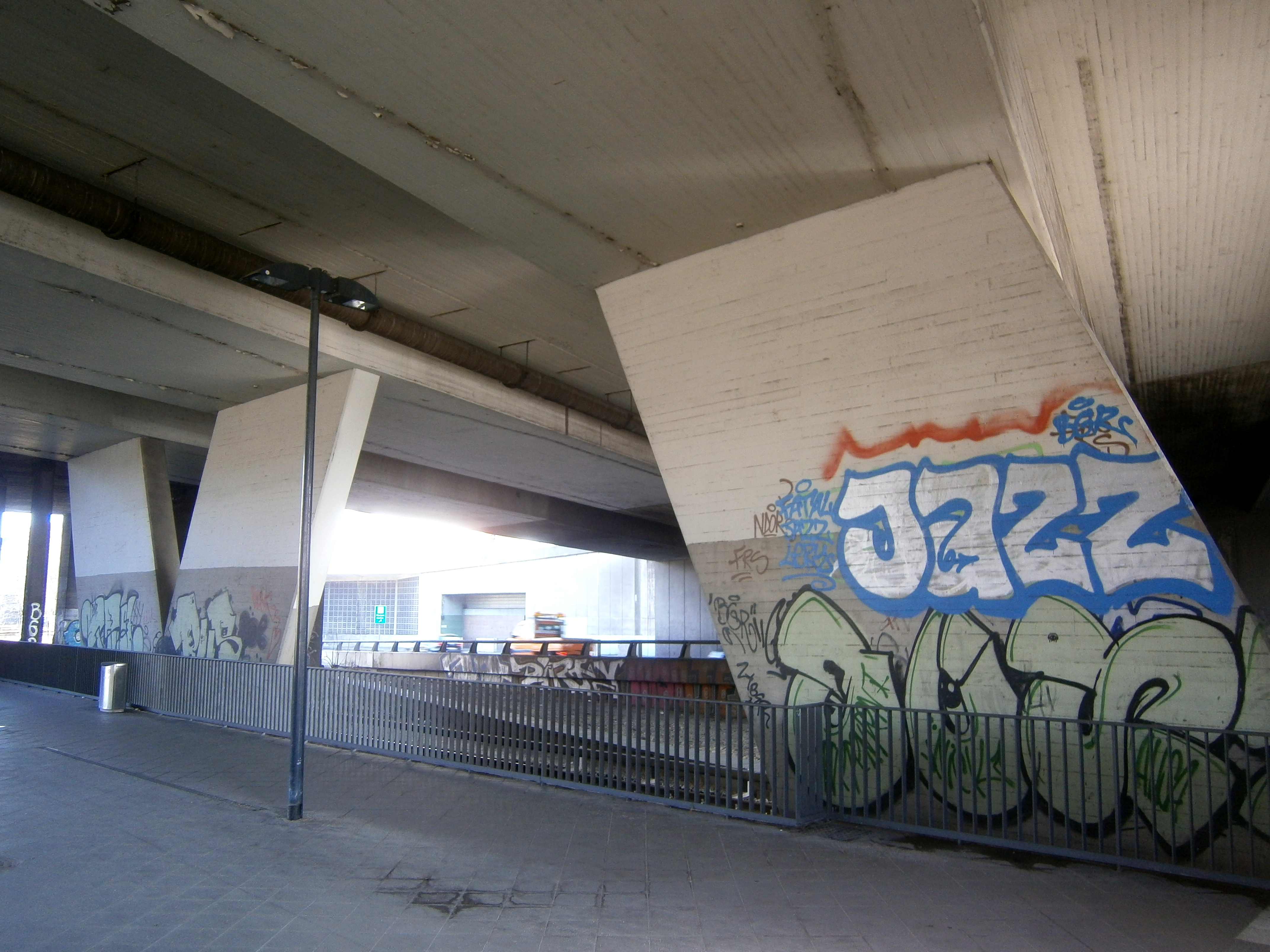
Östliche Stützpfeiler neben S-Bahnsteig
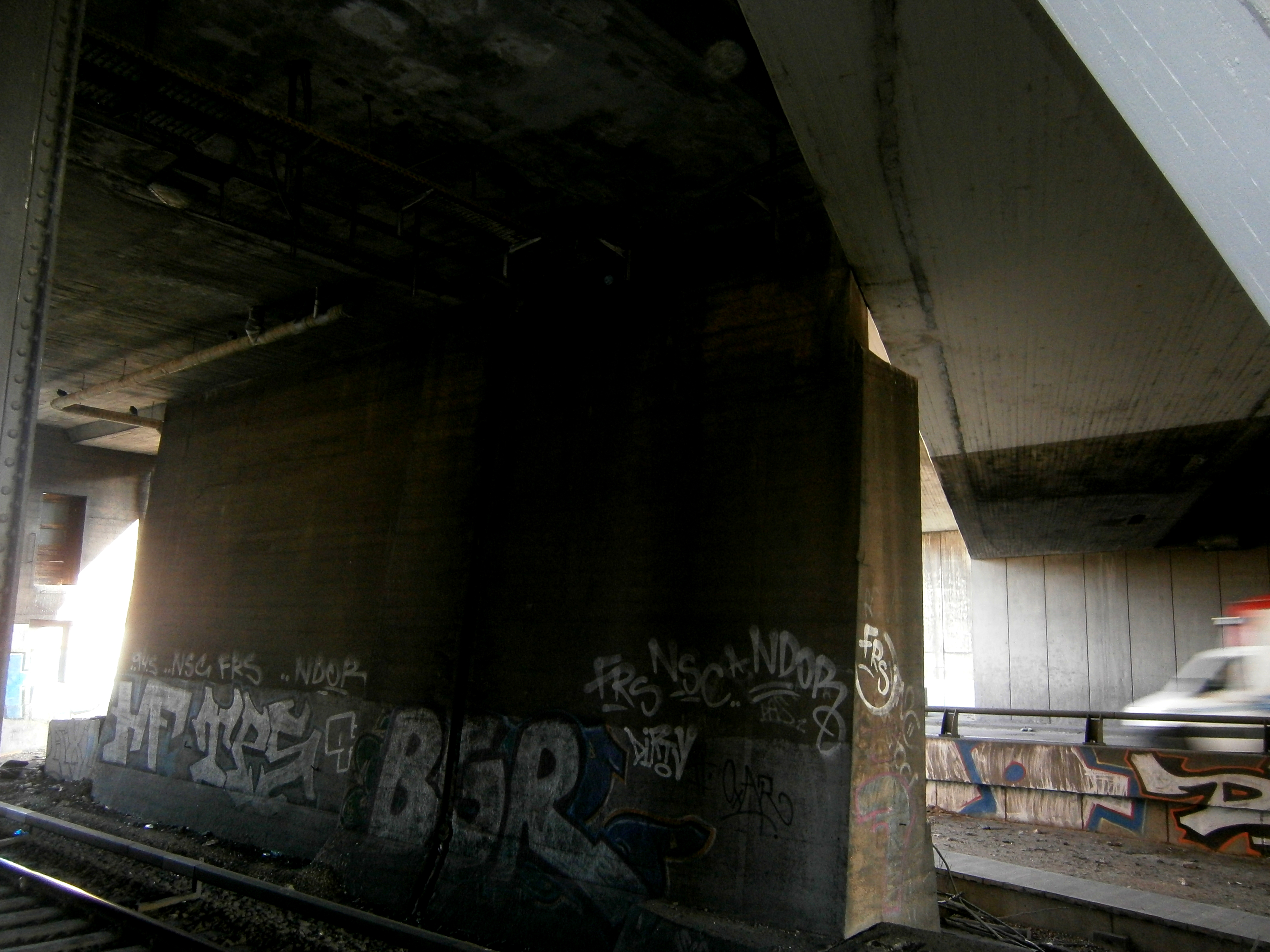
Unterkonstruktion Brücke zu Bahnhof
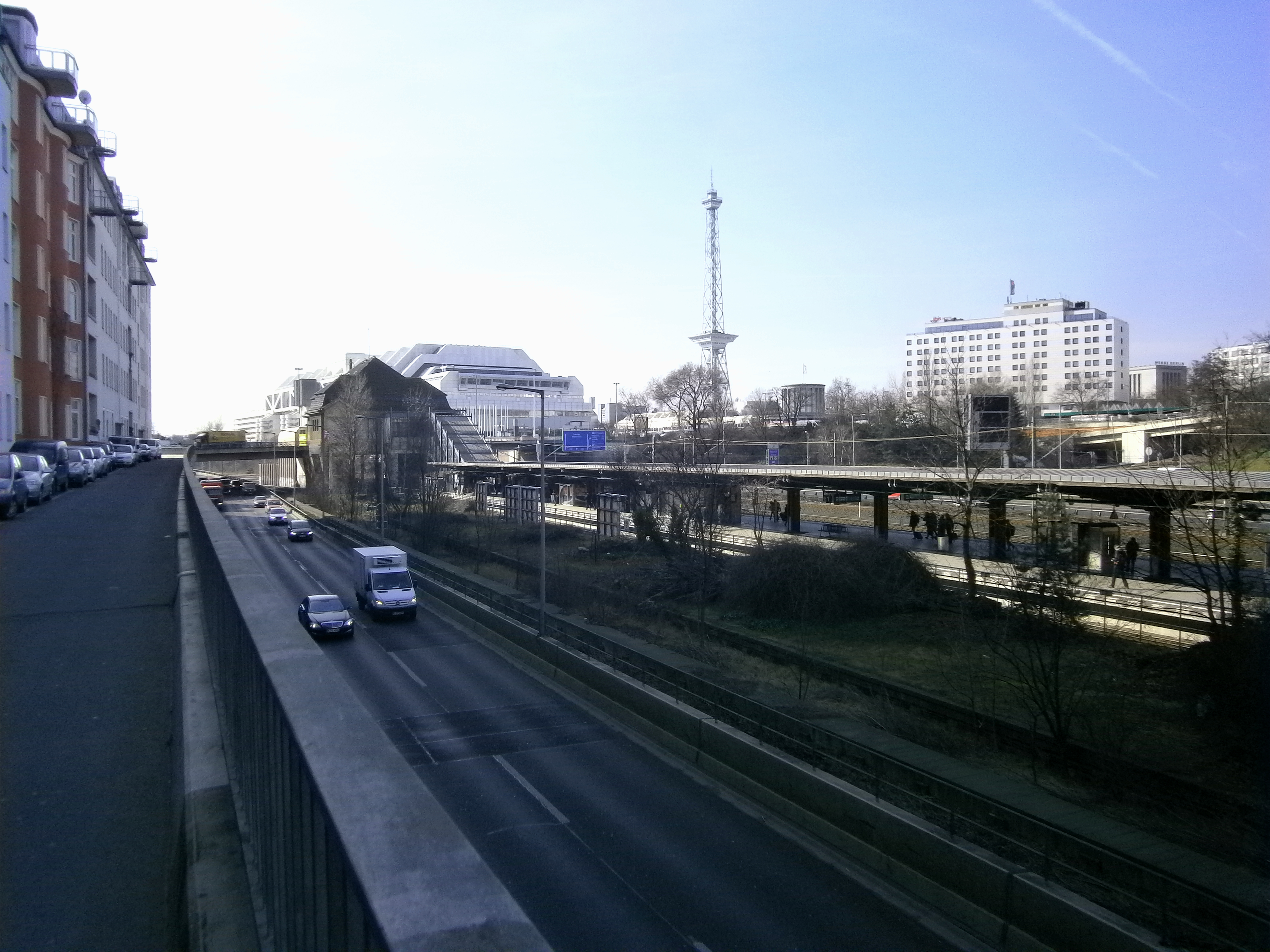
Vom Spiegelweg über Bahnhof und Brücke